# Isla de Man (Bahamas)
La Isla de Man (en inglés: Man Island) es una pequeña isla aun sin desarrollar turísticamente que se encuentra cerca de Eleuthera en las Islas Bahamas. Isla de Man se encuentra en un grupo de islas que forman un puerto natural cuya isla más grande en la cadena es la de Harbour. Isla de Man está situada entre la isla Harbour  y la isla de Spanish Wells.
La superficie de la isla es de aproximadamente 35 acres (140.000 metros cuadrados) y es habitada por de personas de las Bahamas, Estados Unidos y Europa. La proximidad con la isla de Harbour (capital Dunmore Town) ha despertado el interés de los inversores debido a la popularidad turística del área.